# Hyalopontius enormis
Hyalopontius enormis is een eenoogkreeftjessoort uit de familie van de Megapontiidae. De wetenschappelijke naam van de soort is voor het eerst geldig gepubliceerd in 1979 door Boxshall.